# Besson (gemeente)
Besson is een gemeente in het Franse departement Allier (regio Auvergne-Rhône-Alpes) en telt 775 inwoners (1999). De plaats maakt deel uit van het arrondissement Moulins.
In de gemeente liggen de kastelen van Vieux Bostz, Nouveau Bostz en Fourchaud. De oudste delen van de kerk stammen uit de 12e eeuw. Binnenin de kerk zijn er opmerkelijke kapitelen en twee beschermde standbeelden, van Saint-Sebastiaan (15e eeuw) en van Sint-Rochus (17e eeuw).

## Geografie
De oppervlakte van Besson bedraagt 46,2 km², de bevolkingsdichtheid is 16,8 inwoners per km².
De onderstaande kaart toont de ligging van Besson (gemeente) met de belangrijkste infrastructuur en aangrenzende gemeenten.

## Demografie
Onderstaande figuur toont het verloop van het inwonertal (bron: INSEE-tellingen).
Vanwege een beveiligingsprobleem met de MediaWiki Graph-software is het momenteel niet mogelijk deze grafiek weer te geven. Zodra de software is bijgewerkt zal de grafiek vanzelf weer zichtbaar worden.